# Vasylkiv
Vasylkiv (ukrajinsky Васильків; rusky Васильков – Vasilkov) je město v Kyjevské oblasti na Ukrajině. Leží na řece Stuhně zhruba 30 kilometrů na jihozápad od Kyjeva. V roce 2022 žilo ve Vasilkově přes 37 tisíc obyvatel.

## Dějiny
V roce 988 zde byla  na příkaz knížete Vladimíra Velikého postavena pevnost na ochranu Kyjeva před Pečeněgy. Pevnost a město byly pojmenovány podle ruského jména Basileia – Vasilev. V roce 1362 zde litevský kníže Olgerd Gejštor odrazil útok Tatarů a připojil území k Litevskému knížectví, spravováno bylo z Pečerské lávry. Po oakovaných útocích tatarů se roku 1552 vesnice připomíná jako pustá. Roku 1604 byla opět osídlená a přijala magdeburské právo tržní osady.    
V roce 1796 získal Vasylkiv městská práva a následujícího roku byl připojen k Ruskému impériu.

## Památky
- Chrám knížete Vladimíra

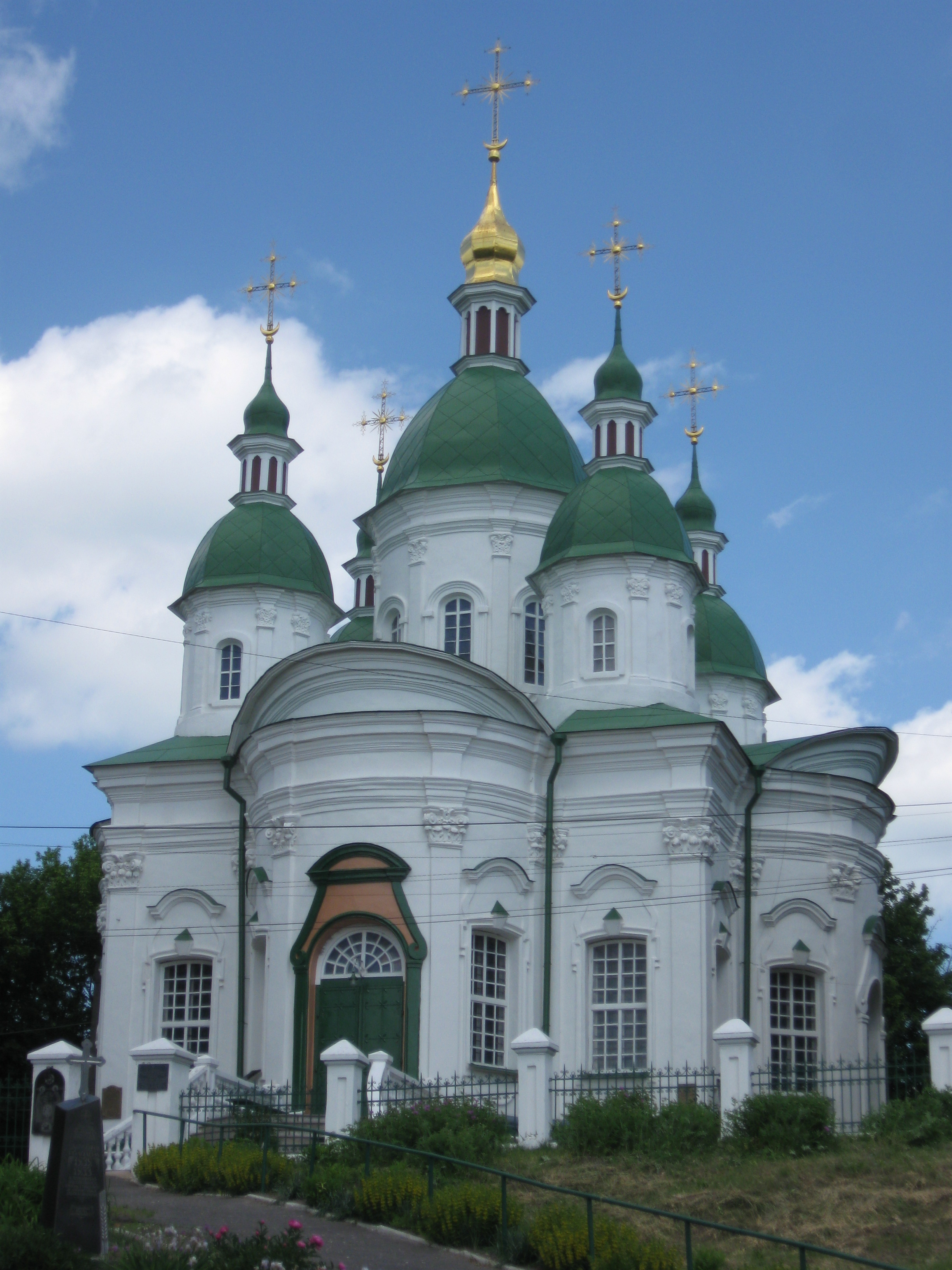
Chrám svatých Antonína a Theodosia

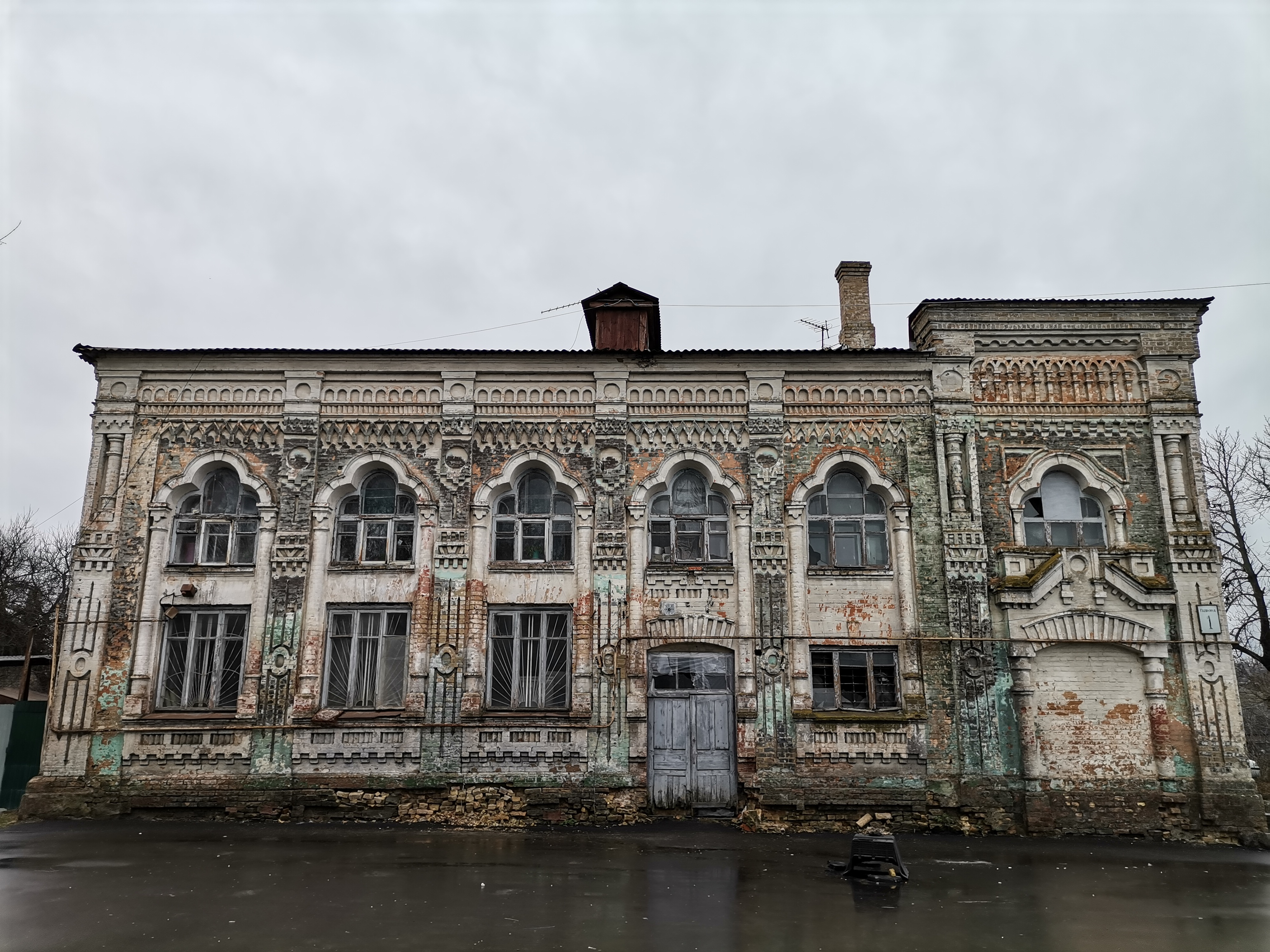
Synagoga Bejker

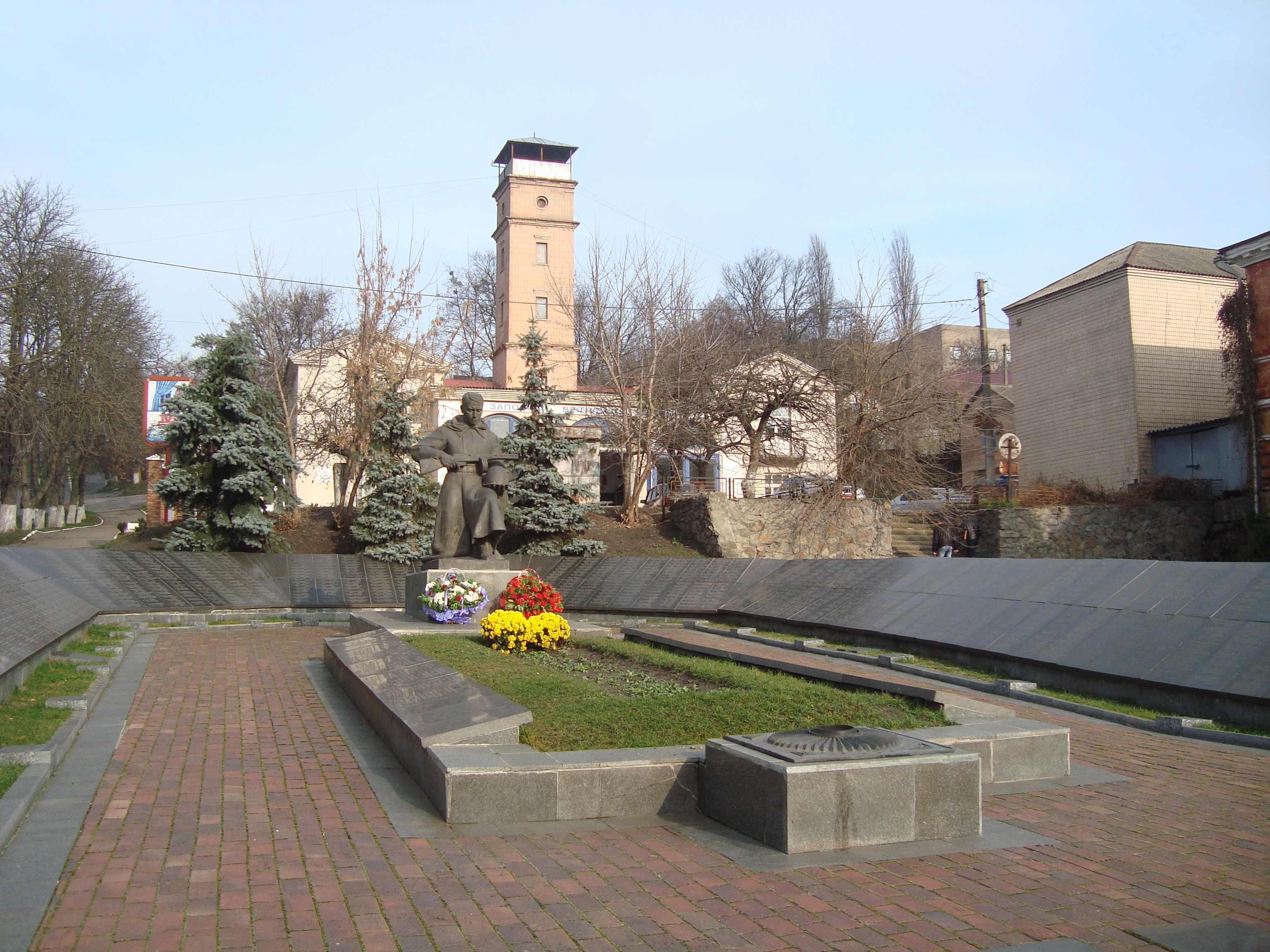
Společný hrob ukrajinských a československých vojáků z let 1943-1944

- Chrám svatých Antonína a Teodosia Pečerského - příklad ukrajinského baroka, založen roku 1758 mnichy z Pečerské lávry,
- Svatomikolajevský chrám - založen roku 1792 jako čtvrtá svatyně ve městě
- Mariánský chrám z roku 1856
- Dytynec - archeologická lokalita se zbytky pevnosti z 11.-13. století s hradební zdí, zvanou Zmijí val
- Synagóga Bejker, po roce 1920 železniční stanice Vasylkiv II. - historizující budova, v níž 9. listopadu 1943 čtrnáct vojáků první československé brigády v SSSR nalezlo nádobu s tekutinou, kterou považovali za alkohol, po jejím požití zemřeli.[1]
- Společný hrob raďjanských a československých vojáků, padlých při osvobozování Kyjeva v letech 1943-1944, mohyla je situovaná před požární zbrojnicí.
- Historicko-vlastivědné muzeum
- Muzeum aviatiky